# Enicospilus tribindus
Enicospilus tribindus là một loài tò vò trong họ Ichneumonidae.